# 長鉄開発
長鉄開発株式会社（ちょうてつかいはつ）は、長野県長野市に本社を置いていたJR東日本グループの企業。ステーションビルMIDORIの子会社で、消滅までJR東日本の連結子会社ではなかった。2022年3月31日まで同社長野支社管内の駅業務を受託しており、他に警備業、飲食業、労働者派遣事業を展開していた。

## 概要
JR東日本傘下のステーションビルMIDORIが全株式を保有する同社の子会社で、長野支社管内における業務委託駅を運営していた。
このほか、JR関連施設の警備業、長野駅構内の飲食業、JR社員寮の管理運営、長野支社の社用地管理事業、労働者派遣事業を行っていた。
社員雇用はジェイアール新潟ビジネスやJR東日本東北総合サービスと同様に「エルダー社員」と呼ばれる定年後再雇用者（出向社員）が基本で、業務委託駅ほかJRの関連事業所を勤務地としていた。
従来、長野支社における業務委託駅の運営はJR東日本の子会社しなのエンタープライズが委託契約を結んでいたが、同社が2011年ステーションビルMIDORIに吸収合併されたことで長鉄開発が駅業務に参画した。
JR東日本グループの事業再編に伴い、2022年4月1日付で親会社のステーションビルMIDORIに吸収合併されて解散した。
　

## 会社解散時点での受託駅
2022年3月時点で業務を受託していた駅は下記の通り。聖高原駅を除く各駅は吸収合併先のステーションビルMIDORIに駅業務の受託先が変更された。
信越本線
- 篠ノ井駅、今井駅、川中島駅、安茂里駅

篠ノ井線
- 広丘駅、村井駅、平田駅、南松本駅、松本駅（一部業務に限る）、明科駅、聖高原駅

大糸線
- 北松本駅、一日市場駅、南豊科駅、穂高駅、信濃松川駅

中央本線
- 富士見駅、辰野駅

小海線
- 清里駅、野辺山駅、小海駅、臼田駅、岩村田駅

## 飲食業
- 長野駅の北陸新幹線ホームでそば店を運営していた。

## 警備業
- JR東日本長野支社ビルで守衛業務を行っていた。

## 労働者派遣事業
- JR東日本長野支社及びグループ会社に労働者を派遣していた。